# Ipolatta paradoxa
Ipolatta paradoxa är en kackerlacksart som beskrevs av Heinrich Hugo Karny 1914. Ipolatta paradoxa ingår i släktet Ipolatta och familjen Polyphagidae. Inga underarter finns listade i Catalogue of Life.